# Pic de Bure
Der Pic de Bure ist ein 2709 Meter hoher Berg im Dévoluy-Massiv, einem den Dauphiné-Alpen westlich vorgelagerten Gebirgsstock der Französischen Kalkalpen. Er liegt im französischen Département Hautes-Alpes.